# Kap Desolation
Kap Desolation är en udde i Grönland (Kungariket Danmark).   Den ligger i kommunen Kujalleq, i den södra delen av Grönland, 400 km söder om huvudstaden Nuuk.
Terrängen inåt land är huvudsakligen kuperad, men åt nordväst är den platt. Havet är nära Kap Desolation åt sydväst.  Det finns inga samhällen i närheten. 